# Паньжа
Паньжа́ (рос. Паньжа, ерз. Паньжа) — село у складі Ковилкінського району Мордовії, Росія. Входить до складу Мордовсько-Вечкенінського сільського поселення.
Населення — 389 осіб (2010; 437 у 2002).
Національний склад станом на 2002 рік:
- росіяни — 95 %